# Eshofpolder
Het waterschap Eshofpolder was een waterschap in de gemeenten Den Haag en Wateringen, in de Nederlandse provincie Zuid-Holland. Het waterschap werd in 1970 gevormd uit de waterschappen:
- Eskamppolder
- Uithofspolder

Het waterschap was verantwoordelijk voor de waterhuishouding in de polders. 